# هیدار هلگوسون
هیدار هلگوسون (ایسلندی: Heiðar Helguson؛ زادهٔ ۲۲ اوت ۱۹۷۷) بازیکن فوتبال اهل ایسلند بود.
از باشگاه‌هایی که در آن بازی کرده‌است می‌توان به باشگاه فوتبال لیلستروم، باشگاه فوتبال کویینز پارک رنجرز، باشگاه فوتبال کاردیف سیتی، باشگاه فوتبال فولام، باشگاه فوتبال بولتون واندررز، و باشگاه فوتبال واتفورد اشاره کرد.
وی همچنین در تیم‌های ملی فوتبال زیر ۲۱ سال ایسلند و ایسلند بازی کرده‌است.